# Thai
För andra betydelser, se Thai (olika betydelser).
Thailändska eller thai (thai: ภาษาไทย, Phasa Thai, [pʰāːsǎː tʰāj]
 ( lyssna); historiskt även siamesiska) är det officiella språket i Thailand.
Thai tillhör språkfamiljen tai vars ursprung är omtvistat, men vissa lingvister delar in den i den större gruppen tai–kadaispråk. Språket thai talas av 46 till 50 miljoner människor.

## Uttal
Thailändska är ett tonspråk. Det betyder att varje stavelse i thai har någon av fem fonemiska (betydelseskiljande) toner: låg ton, hög ton, medelton, fallande ton och stigande ton. Vad som för en icke-tonspråkstalare låter som samma stavelse kan alltså ha helt olika betydelser – vara olika ord – beroende på vilken ton som används.
För den som inte talar något tonspråk sedan tidigare kan detta verka svårt. Ordtoner förekommer exempelvis sällan i indoeuropeiska språk. I dessa används i stället tonhöjd på andra vis, vilket kallas intonation. I romanska språk, t.ex. franska och italienska, kan en fråga med ja/nej-svar se likadan ut som det jakande svaret, men intonationen signalerar om det är en fråga eller ett svar.  Intonation används även till att betona och förtydliga budskapet även om det framgår ändå, t.ex. engelska "You are home now, right?" där "right" uttalas med en höjning av tonen. I nordiska språk som svenska och norska finns en betydelseskiljande tonaccent i vissa tvåstaviga ord, till exempel anden i betydelsen fågeln och anden i betydelsen sagofiguren.
När thai transkriberas fonetiskt visar tecknen ovanför vokalerna vilken ton stavelserna har:
- ´ ovanför vokalen uttalas i hög ton
- ` uttalas i låg ton
- ^ uttalas med fallande ton
- ˅ uttalas med stigande ton.

Stavelser utan dessa tecken uttalas med medelton.
Kort och lång vokal är också betydelseskiljande på thai. 

## Skriftspråk
Thai skrivs med det thailändska alfabetet som förmodligen härstammar från äldre khmerskrift vilket i sin tur är ett brahmiskt skriftsystem i den indiska skriftspråksgruppen. Modern thaiskrift har 44 konsonanttecken (äldre thai hade 46 konsonanttecken) som representerar 21 distinkta konsonantljud, och ett antal vokaltecken som kombineras för att åstadkomma de vokaler och diftonger som finns i språket. Dessutom finns fyra stycken tonmärken och tre andra specialsymboler: upprepning, förkortning och etcetera. Thailändska skrivs från vänster till höger. Varje stavelse har en inledande konsonant, som dock inte alltid är det tecken som skrivs först i stavelsen, eftersom de olika vokaltecknen skrivs både före, efter, ovanför, på eller under konsonanterna. Vokalljudet är också underförstått i vissa situationer.

## Grammatik
Grammatiken är okomplicerad jämfört med många indoeuropeiska språk. Meningsstrukturen bygger på rak ordföljd: subjekt+verb+objekt, och adjektiv följer efter substantiv.
Pluralform och tempus saknas. Om specificering behövs kan man använda ytterligare ord för att uttrycka plural, men i de fall det inte behövs används samma ordform som vid singular. Dåtid kan anges genom att lägga till vissa ord, men om det är underförstått av sammanhanget (om meningen till exempel inleds med ordet 'igår' eller 'för två veckor sedan') kan meningen fortsätta på samma sätt som vid nutid. Olika ord som markerar avslutad handling (láe:w), pågående skeende (kamlang) eller framtid/hypotetiskt resonemang (cà) läggs till när de behövs.
I thai liksom i flera andra asiatiska tonspråk används efterställda småord som kallas partiklar, och som kan signalera flera olika saker. För att vara artig mot den man talar med används artighetspartiklar; en som används av män (khráp) och en som används av kvinnor (khá / khâ). En annan partikel uttrycker vänlig intimitet (já / jâ:) och ytterligare andra partiklar är mer ofina, men används i avslappnat samtal med nära vänner eller för att signalera oartighet. Partiklar kan inte översättas rakt eftersom andra språk ofta uttrycker det partiklarna signalerar genom tonfall eller hur pass formellt språk man använder. Thailändare brukar uppskatta när utlänningar använder artighetspartiklarna, och försöker avråda från att använda ord och uttryck som anses ofina eller otrevliga, eftersom det lätt kan leda till otrevliga situationer om man inte visar normal artighet.
I talad thai kan meningarna vara rätt korta, och i likhet med till exempel spanska saknas ofta subjektet när det är underförstått. Direkta ord för ja och nej finns inte, utan ja och nej kan uttryckas på lite olika sätt beroende på sammanhanget. 
Exempel: Ordväxlingen "Ska du med?" "Ja." kan se ut så här:
"pai mái" (gå/åka [frågepartikel]) (lägg märke till att ordet för 'du' inte är med, utan är underförstått).
"pai" (gå/åka) 
Man svarar alltså ja genom att upprepa verbet i frågan. Om man i stället vill svara nej så använder man negationen 'mâi' + verbet i frågan, alltså 'mâi pai' i exemplet. 
En mer fullständig mening är "khun cà pai mái khá" (kvinnlig talare frågar artigt: "Ska du med?" [ordet 'khun' är ett artigt ord för 'du' och 'cà' här signalerar framtid, eller i bredare bemärkelse, något som inte är verklighet i talande stund]).

## Dialekter
Dialekterna inom thai skiljer sig så pass mycket att vissa lingvister klassar dialekterna som olika språk.
Centralthai är riksspråket som används i tv- och radiosändningar. Detta är också den thai som används i skolundervisningen. Därför förstår alla thailändare grundläggande centralthai. Centralthai ligger också till grunden för skriftspråket. Språket karakteriseras av ett noggrant skriftspråksliknande uttal med till exempel tydlig skillnad på R- och L-ljud, fullständigt uttal av inledande konsonantkluster och en formellare talstil med fler lånord från pali, sanskrit och khmer i stället för de vanligare och mer informella ord som har sina rötter i språkfamiljen tai.
Bangkokthai ligger nära centralthai och anses av vissa lingvister vara samma dialekt, men den byter ofta ut R-ljud mot L-ljud och har mindre distinkt uttal av inledande konsonantkluster samt ändrar ibland fallande eller stigande toner till höga samt förkortar vokalerna i vissa ord.
Nordöstthai eller Isǎn är den thai som talas i nordöstra Thailand och ligger mycket nära lao ifråga om uttal och vokabulär. Rent lingvistiskt sett är isǎn en dialekt av lao men på grund av politiska skäl kallas det för isǎn. 33 % av thailändarna talar isǎn. Dialekten karakteriseras av vissa regelbundna ton- och ljudförändringar gentemot centralthai samt en egen vokabulär. Exempel: ljudet 'ch' på centralthai motsvaras av 's' på Isǎn, så att elefant på centralthai heter cháang ช้าง medan det på nordöstthai heter sâang ซ้าง. Nordöstthai har använt sig av ett eget alfabet, men antalet som kan läsa och skriva detta har marginaliserats.
Nordthai eller kham muang är ytterligare en dialektgrupp som talas i nordligaste delen av Thailand, vilket tidigare var ett oberoende kungadöme under namnet Lanna (en miljon risfält). Detta rike omfattade bland annat de nuvarande provinserna Chiang Mai, Chiang Rai, Mae Hong Son, Nan, Phrae och Lampang samt områden i nuvarande Laos. Nordthai har ett eget skriftspråk som dock är på tillbakagång och idag används nästan uteslutande i ceremoniella syften. Dialekten karakteriseras av vissa regelbundna ton- och tonförändringar gentemot centralthai samt en egen vokabulär, och den har vissa likheter med lao och Isǎn. Den nordthai som talas kring Chiang Mai har i högre grad påverkats av centralthai än andra varianter av nordthai, och denna förändring tycks tillta i och med den växande migrationen till staden och dess relativt kosmopolitiska prägel.
Sydthai eller pak tai är samlingsnamnet på de dialekter som talas i sydligaste Thailand. Dialekten karakteriseras av att många ord som på centralthai har två stavelser, får en stavelse på sydthai.

## Språkpolitik
Thai har lånat många ord från pali och sanskrit genom inflytande från de indiska religionerna. Även om många av dessa lånord är gamla kommer majoriteten från sena 1800-talet då kung Rama IV ansåg att thai fått så många engelska lånord som var illa avpassade för thailändskt uttal att han tillsatte ett råd som fick till uppgift att studera de engelska ordens stammar, som oftast kom från grekiska eller latin, och byta ut dessa stammar mot de indiska språkens motsvarigheter. Ett sådant exempel är tho:rasàp för telefon (tho:ra betyder 'fjärr' och sàp betyder 'tal').

## Språkträd
- Tai–kadaispråk (70 olika språk)
  - Kam-Taispråkgrenen (59 olika språk)
    - Be-Taispråkgruppen (49 olika språk)
      - Tai-Sekspråkgruppen (48 olika språk)
        - Taispråken (47 olika språk)
          - Sydvästliga taispråk (29 olika språk)
            - Östligt centrala taispråk i den sydvästliga gruppen (21 olika språk)
              - Chiang Saengspråk (8 olika språk)
                - Thai (det officiella språket i Thailand) [Språkkod: THJ]

## Språkstudier
Under perioden 1983–2004 togs studenter in till Lunds universitet, institutionen för östasiatiska språk, för att studera thai, men under självutvärderingen 23 mars 2005 slogs det fast att undervisningen i thai skulle läggas ner, på grund av bristande studentunderlag, efter att de som redan påbörjat sina studier fått avsluta dem.

## Siffror
| Siffra | Thaiskrift | Transkription  |
| ------ | ---------- | -------------- |
| 0      | ๐          | "soon"         |
| 1      | ๑          | "nüng"         |
| 2      | ๒          | "sǎạng"        |
| 3      | ๓          | "sǎam"         |
| 4      | ๔          | "sìi"          |
| 5      | ๕          | "hâa'"         |
| 6      | ๖          | "hòk"          |
| 7      | ๗          | "djèt"         |
| 8      | ๘          | "pææd"         |
| 9      | ๙          | "gâaw"         |
| 10     | ๑๐         | "sìp"          |
| 11     | ๑๑         | "sìp-èt"       |
| 12     | ๑๒         | "sìp-sǎạng"    |
| 20     | ๒๐         | "yìisìp"       |
| 21     | ๒๑         | "yìisìp-èt"    |
| 30     | ๓๐         | "sǎamsìp"      |
| 40     | ๔๐         | "sìisìp"       |
| 50     | ๕๐         | "hâasìp"       |
| 60     | ๖๐         | "hòksìp"       |
| 70     | ๗๐         | "cètsìp"       |
| 80     | ๘๐         | "pæætsìp"      |
| 90     | ๙๐         | "kâawsìp"      |
| 100    | ๑๐๐        | "nüng-rạạy"    |
| 101    | ๑๐๑        | "nüng-rạạy-èt" |
| 200    | ๒๐๐        | "sǎạng-rạạy"   |

Etthundra på thailändska heter หนึ่ง ร้อย (nueng roi). Med thailändska siffror skrivs talet som ๑๐๐.
- 1000-tal: "phan" (ex: 1006 "nüngphan-hòk")
- 10000-tal: "müün" (ex: 12345 "nüngmüün-sǎangphan-sǎamrrạạy-sìisìphâa")
- 100000-tal: "sææn" (ex: 804 000 "pæætsææn-sìiphan")
- 1000000-tal: "láan" (ex: 3 000 000 "sǎam-láan")

Det thailändska sättet att skriva siffror används enbart i formella sammanhang.